# Thyreomelecta merviensis
Thyreomelecta merviensis är en biart som först beskrevs av Oktawiusz Radoszkowski 1893.
Thyreomelecta merviensis ingår i släktet Thyreomelecta och familjen långtungebin. Inga underarter finns listade i Catalogue of Life.